# Café árabe
El qáhue o café árabe (en árabe: قهوة عربية‎, romanizado: qahwah arabiyya, pronunciación en árabe: /ˈqah.wa ʕaraˈbijːah/) es una versión del café preparado de los granos de Coffea arabica. El café árabe se cultiva típicamente a una altitud de 1000 a 2000 m s. n. m. (metros sobre el nivel del mar), y representa alrededor del 60-70 % de la industria cafetera en el mundo.
La mayoría de países árabes a lo largo de Oriente Medio han desarrollado métodos únicos para preparar y preparar café. El cardamomo es una especia que se agrega con frecuencia, pero, alternativamente, se puede servir sin problemas simple (árabe: قهوة سادة, transliterado como qahwah sādah, literalmente ‘café claro’).
Hay varios estilos diferentes para preparar el café dependiendo de la preferencia del bebedor. Algunos métodos mantienen la luz del café, que generalmente contiene cardamomo, mientras que otros pueden hacer que se oscurezca. El café árabe es amargo, y típicamente no se agrega azúcar. Por lo general, se sirve en una taza pequeña que está adornada con un patrón decorativo, conocido como finjān. Culturalmente, el café árabe se sirve durante las reuniones familiares o al recibir invitados.
El café árabe está arraigado en la cultura y tradición de Oriente Medio y Árabe, y es la forma más popular de café elaborado en el Medio Oriente. Se originó en Medio Oriente, comenzando en Yemen y, en algún momento, viajó a La Meca (Hejaz), Egipto, el Levante y, luego, a mediados del siglo XVI, a Turquía. El café árabe es un patrimonio cultural inmaterial de los estados árabes confirmado por la Unesco.

## Etimología

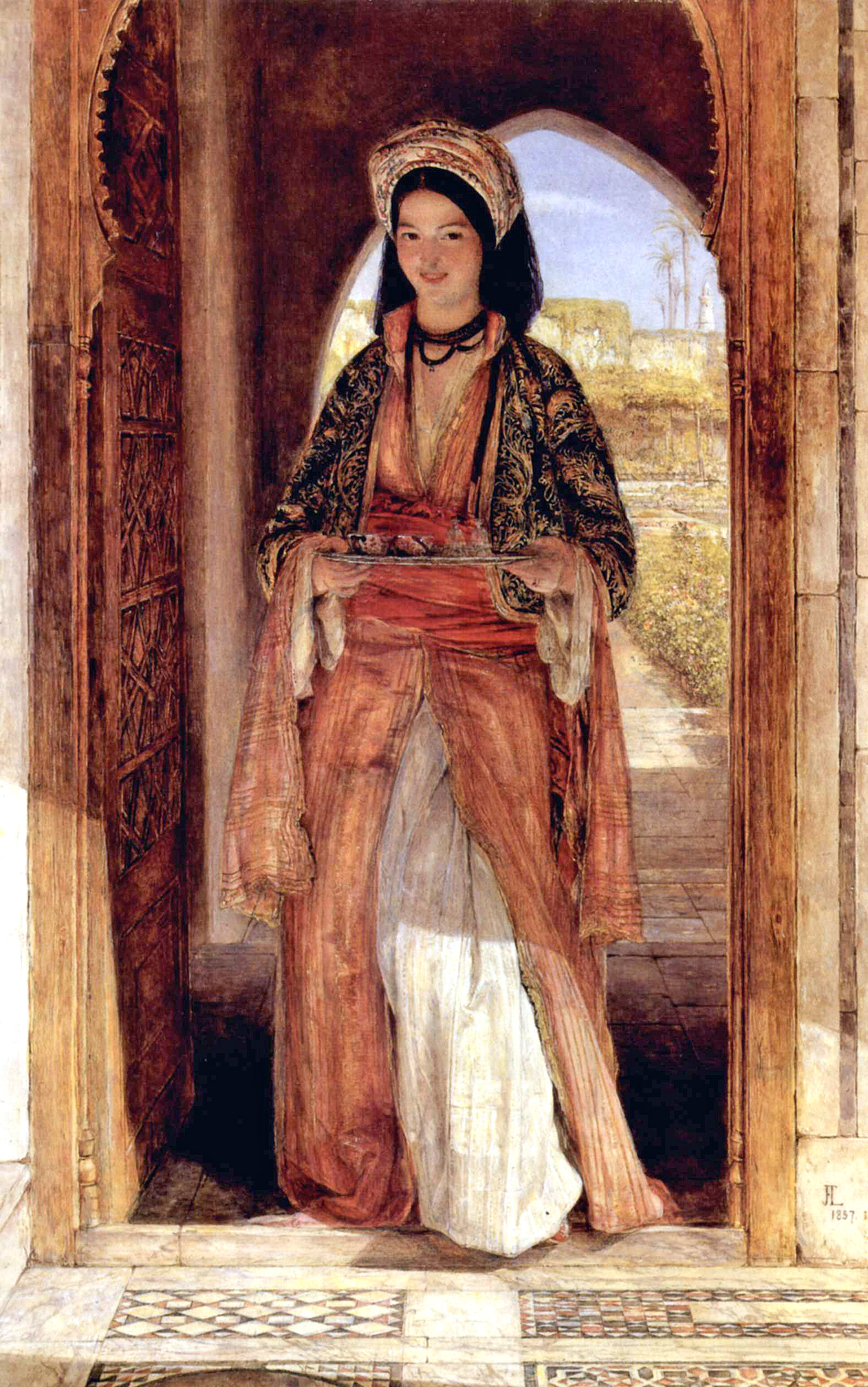
Mujer árabe portadora de café por John Frederick Lewis (1857), en El Cairo, Egipto.

El vocablo «café» viene del árabe qahwah que significa ‘estimulante’, ya sea café o vino. De allí pasó al idioma turco con el nombre de kahveh y luego al italiano caffè. En castellanoel término «café» está atestiguado a principios del 1700. Al idioma inglés coffee ingresó en 1582 a través del koffie holandés, tomado este del kahve turco-otomano, a su vez prestado del árabe قَهْوَة (qahwa, ‘café, un brebaje’). La palabra qahwah puede haberse referido originalmente a la reputación de la bebida como un supresor del apetito de la palabra qahiya (árabe: قَهِيَ, transliterado como qahiya, literalmente ‘a falta de hambre’).

## Historia
La primera evidencia creíble del consumo de café o el conocimiento del cafeto aparece a mediados del XV, en los monasterios sufíes de Yemen. Los sufíes lo usaban para mantenerse alertas durante sus devociones nocturnas.  Una traducción del manuscrito de Al-Jazari. rastrea la propagación del café desde Arabia Felix (el actual Yemen) hacia el norte hasta La Meca y Medina, y luego a las ciudades más grandes de El Cairo, Damasco, Bagdad y Constantinopla. En 1511 fue prohibido por su efecto estimulante por los imanes conservadores y ortodoxos en una corte teológica en La Meca. Sin embargo, estas prohibiciones debían ser revocadas en 1524 por orden del turco otomano Sultan Suleiman I, con el Gran muftí Ebussuud Efendi emitiendo una fatwa que permitía el consumo de café. En El Cairo, Egipto, se instituyó una prohibición similar en 1532, y los cafés y almacenes que contenían granos de café fueron despedidos.
El café ya era muy popular en el siglo XVII, Voltaire compara el café con las obras de Racine, tanto que la frase Racine passera comme le café ‘Racine pasará como el café’ era la comidilla entre las damas de la sociedad francesa, Voltaire le atribuye erróneamente esta frase a Madame de Sévigné, aduciendo que el fervor despertado por el teatro de Racine en 1670 pronto se extinguirá, como la popularidad del café. El tiempo ha demostrado que el trabajo de Racine como el café permanecen.

## Preparación

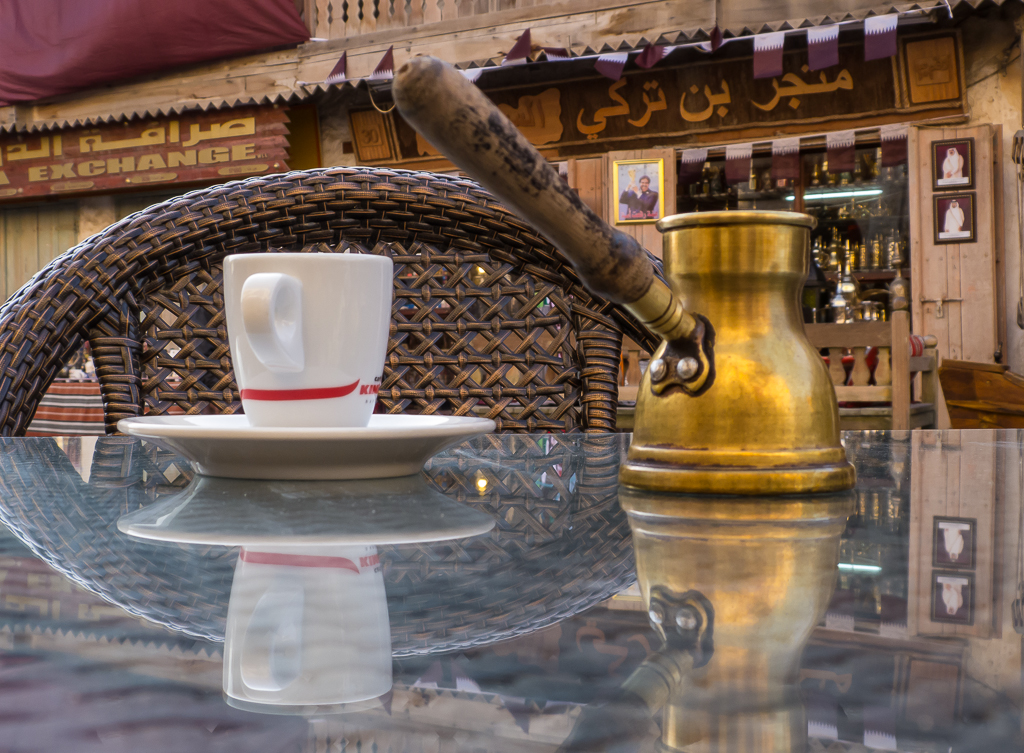
Café árabe, kanaka, también llamado rikwah o jezwah en Souq Waqif, en Doha, Catar.

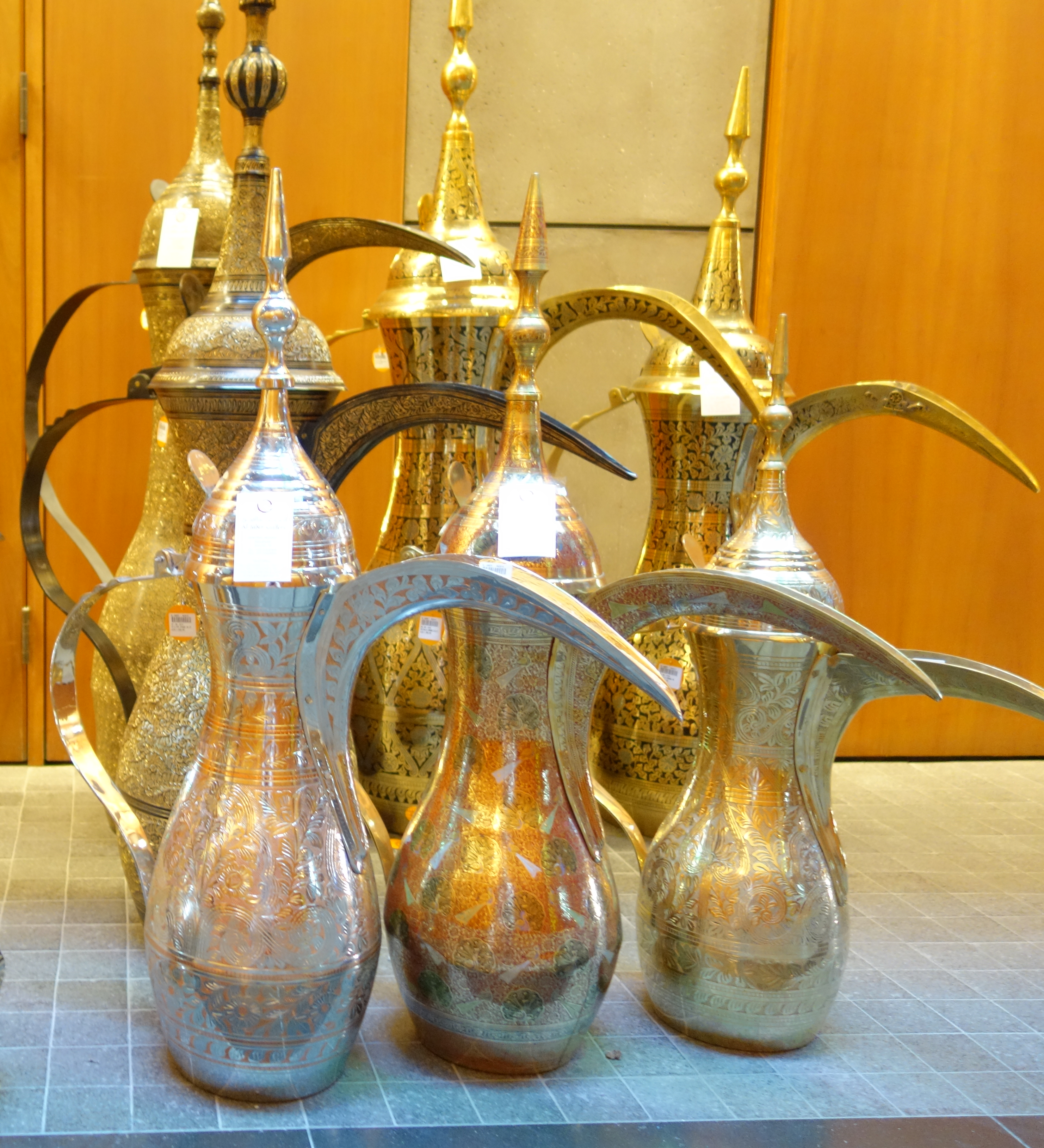
Dallah

El café árabe está hecho de granos de café tostados muy ligeramente o muy pesados, de 165 a 210 °C (329 a 410 °F) y cardamomo, y es una bebida tradicional en la cultura árabe. Tradicionalmente, se asa en las instalaciones (en casa o para ocasiones especiales), molida, elaborada y servida frente a los huéspedes. A menudo se sirve con dátiles, frutas secas, frutas confitadas o nueces. El café árabe se define por el método de preparación y los sabores, en lugar del tipo o los granos tostados. El café árabe es un café hervido que no se filtra, se hace negro. El azúcar no suele agregarse pero, si es así, puede agregarse durante la preparación o al servir. Se sirve en una taza pequeña y delicada sin asas, llamada finjān. A veces, el café se traslada a una jarra de vertido más grande y hermosa para servir frente a los invitados, llamada dallah. A menudo, sin embargo, el anfitrión prepara café en la cocina y destaca una bandeja de tazas pequeñas de café. A diferencia de sus homólogos turcos, el café árabe tradicional, con sus raíces en la tradición beduina, generalmente no tiene azúcar (qahwah saada), pero se puede agregar azúcar según la preferencia del bebedor. Sin embargo, este café nunca es un jarabe dulce, sino más bien fuerte y amargo. Para compensar el sabor amargo, el café generalmente se sirve con algo dulce (las fechas son un acompañamiento tradicional) y otros postres a menudo se sirven junto con una bandeja de tazas de café.

## Península arábiga
Los árabes en el Golfo también son originales al momento de preparar el café. El café es diferente en Egipto y la región del Levante mediterráneo en términos de amargura y el tipo de tazas en que se sirve. Este método de elaboración es común en Néyed y Hiyaz, y algunas veces otras especias como el azafrán (para darle un color dorado), el clavo y la canela. Algunas personas agregan un poco de leche evaporada para alterar ligeramente su color; Sin embargo, esto es raro. Se prepara y sirve en una cafetera especial llamada dallah (en árabe: دلة); más comúnmente utilizado es la cafetera llamada cezve (también llamada rikwah o kanaka) y las tazas de café son pequeñas y no tienen asa llamada fenjan. Las porciones son pequeñas, cubriendo solo el fondo de la taza. Se sirve en hogares y en buenos restaurantes por camareros especialmente vestidos llamados gahwaji, y casi siempre está acompañado de fechas. Siempre se ofrece con los elogios de la casa.
Los sufíes en Yemen y los peregrinos a La Meca solían tomar café para mantenerse despiertos y adorar hasta altas horas de la noche cuando otras personas estaban dormidas. Los musulmanes que regresaron de Haj trajeron café con ellos a lo que hoy es Emiratos Árabes Unidos. Los árabes en el Golfo y en la península arábiga abrazaron el producto de café antes de que se extendiera a otras naciones, desde entonces, Emiratos Árabes Unidos ha hecho un arte de preparar y disfrutar el café.
En 2015, la Unesco agregó majlis y gahwa a su lista de Historia Cultural Intangible de la Humanidad, subrayando la importancia de las tradiciones culturales que deben ser preservadas. La Unesco ha atribuido los orígenes de los gahwa a los Emiratos Árabes Unidos, Arabia Saudita, Omán y Catar.

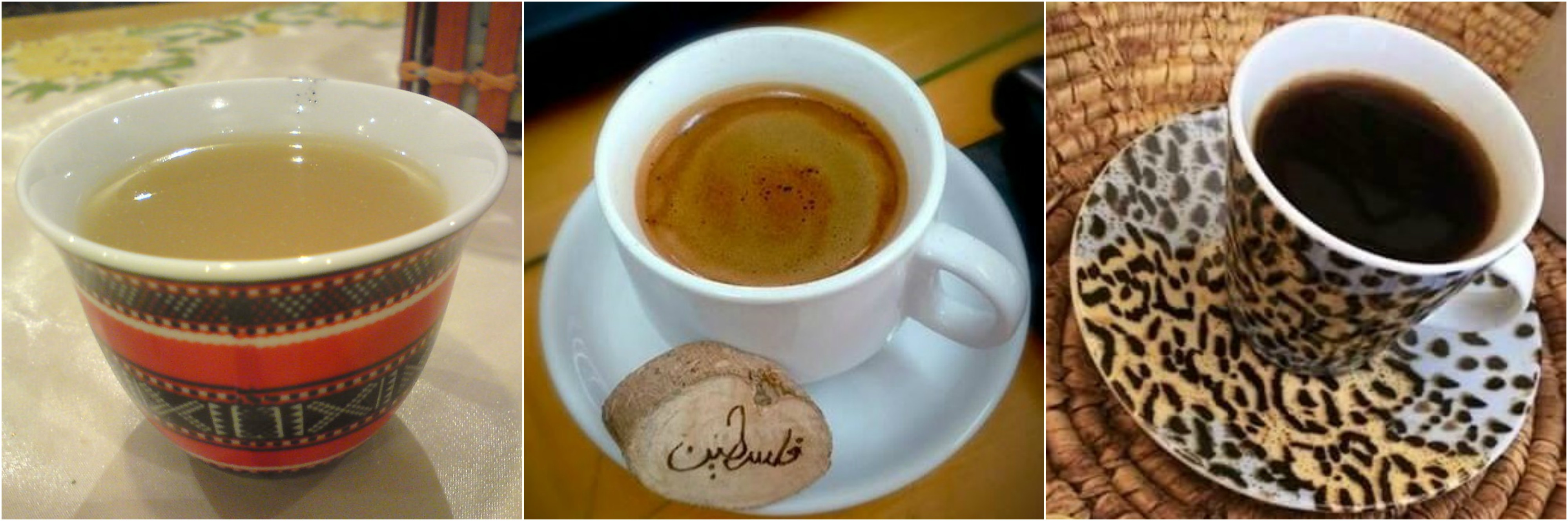
Los diferentes tipos de café árabe con el café hejazi/najdi dorado visto a la izquierda y el qahwah sādah negro (café claro) a la derecha

Servir café gahwa o árabe es un aspecto muy importante de la hospitalidad en los Emiratos y otras sociedades árabes. Se prepara tradicionalmente en frente de los huéspedes de la casa en la estufa en una olla llamada dallah y se sirve en una taza pequeña y sin asas llamada finjaan.
También se agregan cardamomo, comino, clavo, o azafrán para agregar otra dimensión al ya exquisito sabor del café fresco. Después de preparar el café, se sirve en tazas pequeñas a los invitados. La persona que sirve el café a los invitados o miembros de la familia (muqahwi) debe ser madura, tener al menos 15 años o más y no ser un niño, por lo que puede hablar bien con los invitados y no arriesgarse a derramar café sobre la ropa de los invitados. El que les sirve el muqahwi debe sostener el dallah en su mano izquierda, y cerca de tres tazas pequeñas sin mango en la derecha.

## Levante mediterráneo

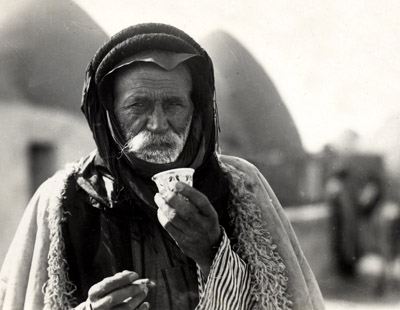
Beduino árabe de un pueblo de colmenas en Aleppo, Siria, bebiendo el tradicional café árabe, 1930.

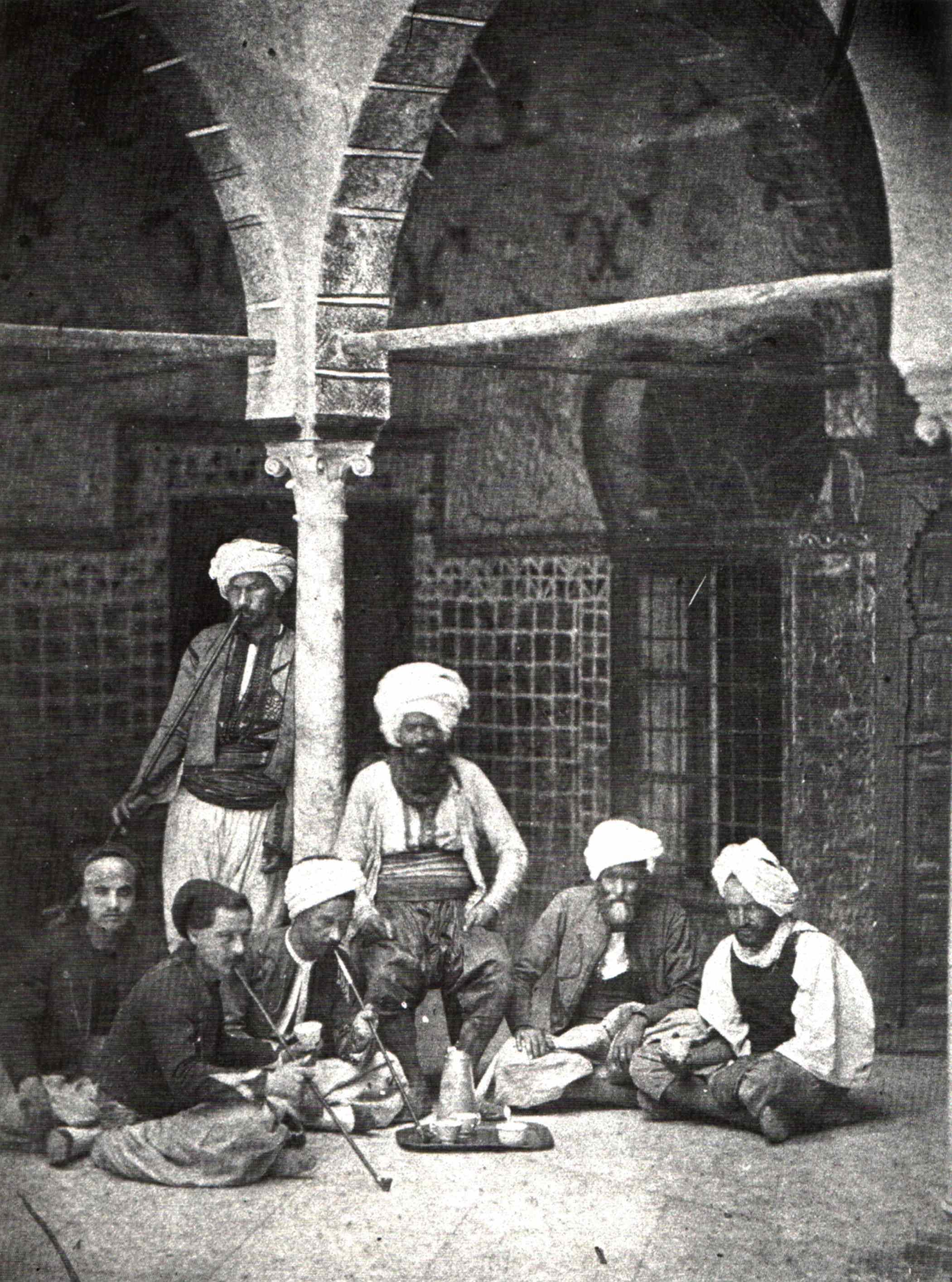
Un maqhah en Jerusalén durante el gobierno otomano en Palestina, 1858.

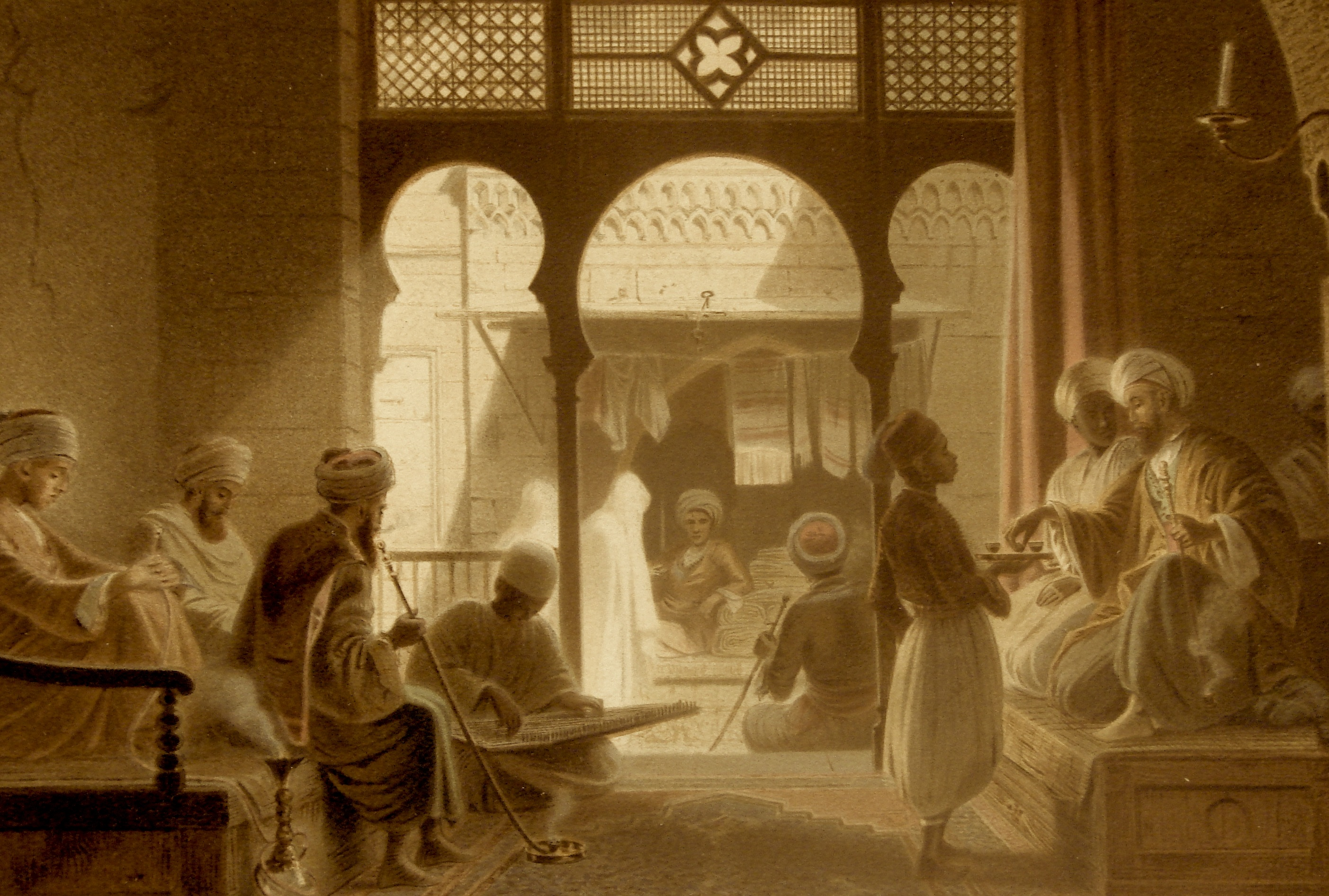
Cafetería en El Cairo durante el

Los palestinos se sirven el café por la mañana y durante todo el día. El café de elección suele ser el café árabe. El café árabe es similar al café turco, pero el primero está condimentado con cardamomo y generalmente no tiene azúcar.
Entre los beduinos y la mayoría de los otros árabes en toda la región de Palestina, el café amargo, conocido como qahwah sadah (literalmente ‘café claro’), era un símbolo de hospitalidad. Verter la bebida era ceremonial; implicaría que el anfitrión o su hijo mayor se movieran en el sentido de las agujas del reloj entre los invitados, quienes fueron juzgados por edad y estatus, sirviendo café en pequeñas tazas de una olla de bronce. Se consideró «educado» que los invitados aceptaran solo tres tazas de café y luego terminaran su última taza diciendo diurnos, que significaban siempre, pero con la intención de significar «puede que siempre tenga los medios para servir café».

## En Líbano, Siria y Jordania
El café en Líbano se prepara en una cafetera de mango largo llamada rakwe. El café se vierte directamente de rakwe a una taza pequeña de que está adornada con un patrón decorativo (árabe: فنجانf transliterado como finjān) El finjān tiene una capacidad de 60-90 mL (2-3 oz fl.). El café libanés es tradicionalmente fuerte y negro y es similar al café de otros países del Medio Oriente. Sin embargo, difiere del grano y del tostado, donde se mezclan los granos claros y oscuros. A menudo se dice en broma que una persona libanesa que no toma café está en peligro de perder su nacionalidad.
El café (kahwa) en Siria varía según la hora del día y la ocasión. El café árabe es la bebida caliente más conocida que se suele preparar por la mañana en el desayuno o por la noche. Por lo general se sirve para los huéspedes o después de la comida. El café sirio, kahwa, es marrón, espeso y fuerte, que se bebe en pequeñas tazas de café. Los sirios beben shay y kahwa con mucho azúcar. Otro tipo de café es el kahwa murrah se suele observar cuando se visitan casas privadas de árabes más antiguos o más tradicionales. Este es un café muy fuerte y caliente, que por lo general se prepara durante todo el día en la sala de estar en una estufa pequeña. Se sirve en una cafetera árabe tradicional de latón o plata. Puede encontrar estas ollas reales en los zocos de todas partes.
El café árabe es mucho más que una simple bebida en Jordania, es un signo tradicional de respeto y una forma de unir a las personas. El café es negro con sabor a cardamomo, también conocido como qahwah sādah (‘café de bienvenida’), profundamente arraigado en la cultura jordana. Proporcionar café a los huéspedes es una parte importante de la hospitalidad íntima del reino hachemita. Para la elaboración se utiliza un instrumento de madera llamado mehba (مهباش) en el que se tritura el café con un mazo; también se lo suele moler en un envase de cobre similar al mortero llamado yum (جرن). Se lo sirve en una cafetera de bronce llamado bakra (بكرج); en las zonas de Jordania, Palestina y Siria lo llaman dallat.

## Cultivo
Gran parte de la popularización del café se debe a su cultivo en el mundo árabe por los monjes sufíes en el siglo XV que se exportaba al mundo entero a través del puerto yemení de Moka. A través de miles de árabes que peregrinaban a La Meca, el disfrute y la cosecha del café, o el «vino de Araby» se extendió a otros países árabes (por ejemplo, Egipto, Siria) y, finalmente, a una mayoría del mundo hasta el siglo XVI. El café, además de ser esencial en el hogar, se convirtió en una parte importante de la vida social. Las cafeterías, qahwa (en árabe: قَهوة ), se convirtieron en «escuelas de sabios» a medida que se convirtieron en lugares de discusión intelectual, además de centros de relajación y camaradería.

## Cultura
La cultura del café comenzó en el mundo árabe y, finalmente, se extendió a otras áreas del mundo y se mezcló con la cultura local. Las cafeterías árabes tradicionales son lugares donde la mayoría de los hombres se reúnen para socializar en juegos, café y tuberías de agua (shisha o agriile). Dependiendo de dónde se encuentre la cafetería, su especialidad es diferente. En el Magreb, el té verde se sirve con menta o el café se sirve al estilo árabe y / o europeo. El café árabe, o café turco, se hace en Egipto y en los países de Levante. El café árabe es una cantidad muy pequeña de café oscuro hervido en una olla y presentado en una taza de café. Particularmente en Egipto, el café se sirve en mazbuuta, lo que significa que la cantidad de azúcar será "justo", aproximadamente una cucharadita por taza. Sin embargo, en la Península arábiga, el café árabe se tuesta de tal manera que el café está casi claro. En todo el mundo árabe, es tradicional que el anfitrión vuelva a llenar la taza del invitado hasta que indique amablemente que el invitado ha terminado.

## Servido
El café árabe se sirve generalmente en pequeñas cantidades. El camarero o el anfitrión sirve al huésped solo lo suficiente para cubrir el fondo de la taza. Por lo general, el café está muy caliente, por lo que grandes cantidades tardarían mucho en enfriarse. El huésped lo bebe y, si lo desea, le hará un gesto al camarero para que no vuelva a servir. De lo contrario, continuará sirviendo hasta que el huésped indique que ha tenido suficiente. La práctica más común es beber solo una taza, ya que servir café es un acto ceremonial de amabilidad y hospitalidad.

## Costumbres y tradiciones
En los países árabes generalmente se sirve las tazas a la mitad, y tienen de costumbre beber tres tazas. El café árabe ocupa un lugar destacado en las fiestas árabes tradicionales y en eventos especiales como el Ramadán y el Eid.
Adivinación
La lectura del café árabe (en árabe: قراءة الفنجان, transliterado como qirāʾat al-finjān), es similar a la lectura de la hoja de té; Se le pide al cliente que consuma café árabe fresco y fuerte, dejando aproximadamente una cucharadita de líquido en la taza. Luego, la copa se invierte en un platillo para permitir que el líquido residual se drene. El lector interpretará los patrones formados por el residuo grueso en el interior de la taza.
Funeral
En los funerales árabes se  bebe café amargo y sin azúcar, con la creencia de restaurar la vida y las características de los fallecidos. Los hombres y las mujeres se reúnen por separado. Se contratan a mujeres muy presentables cuyo único trabajo es servir café a las mujeres. Los camareros sirven a los hombres. Los musulmanes árabes y los cristianos comparten esta tradición.

## Información nutricional
Una pequeña taza de café árabe casi no tiene calorías ni grasa. Contiene una pequeña cantidad de proteína.